# Paul Harrington
Paul Harrington (n. 8 mai 1960, Dublin, Irlanda) este un cântăreț irlandez. A fost născut la Dublin. Este cunoscut pentru faptul că a câștigat concursul muzical Eurovision 1994 împreună cu Charlie McGettigan. Melodia câștigătoare a fost Rock'n' Roll Kids.